# Shaunae Miller-Uibo
Shaunae Miller-Uibo, född 15 april 1994, är en bahamansk friidrottare som tävlar i kortdistanslöpning.

## Karriär
Miller-Uibo blev olympisk guldmedaljör på 400 meter vid sommarspelen 2016 i Rio de Janeiro. Vid olympiska sommarspelen 2020 i Tokyo tog hon återigen guld på 400 meter.
I mars 2022 vid inomhus-VM i Belgrad tog Miller-Uibo guld på 400 meter efter ett lopp på 50,31 sekunder. I juli 2022 vid VM i Eugene tog hon guld på 400 meter efter ett lopp på världsårsbästat 49,11 sekunder.